# تاي بور
تاي بور (بالإنجليزية: Ty Burr)‏ هو صحفي وناقد سينمائي أمريكي، ولد في 17 أغسطس 1957 في الولايات المتحدة.

## وصلات خارجية
- تاي بور على موقع IMDb (الإنجليزية)
- تاي بور على موقع ميتاكريتيك (الإنجليزية)
- تاي بور على موقع روتن توميتوز (الإنجليزية)
- تاي بور على موقع كينوبويسك (الروسية)